# Stéphen Boyer

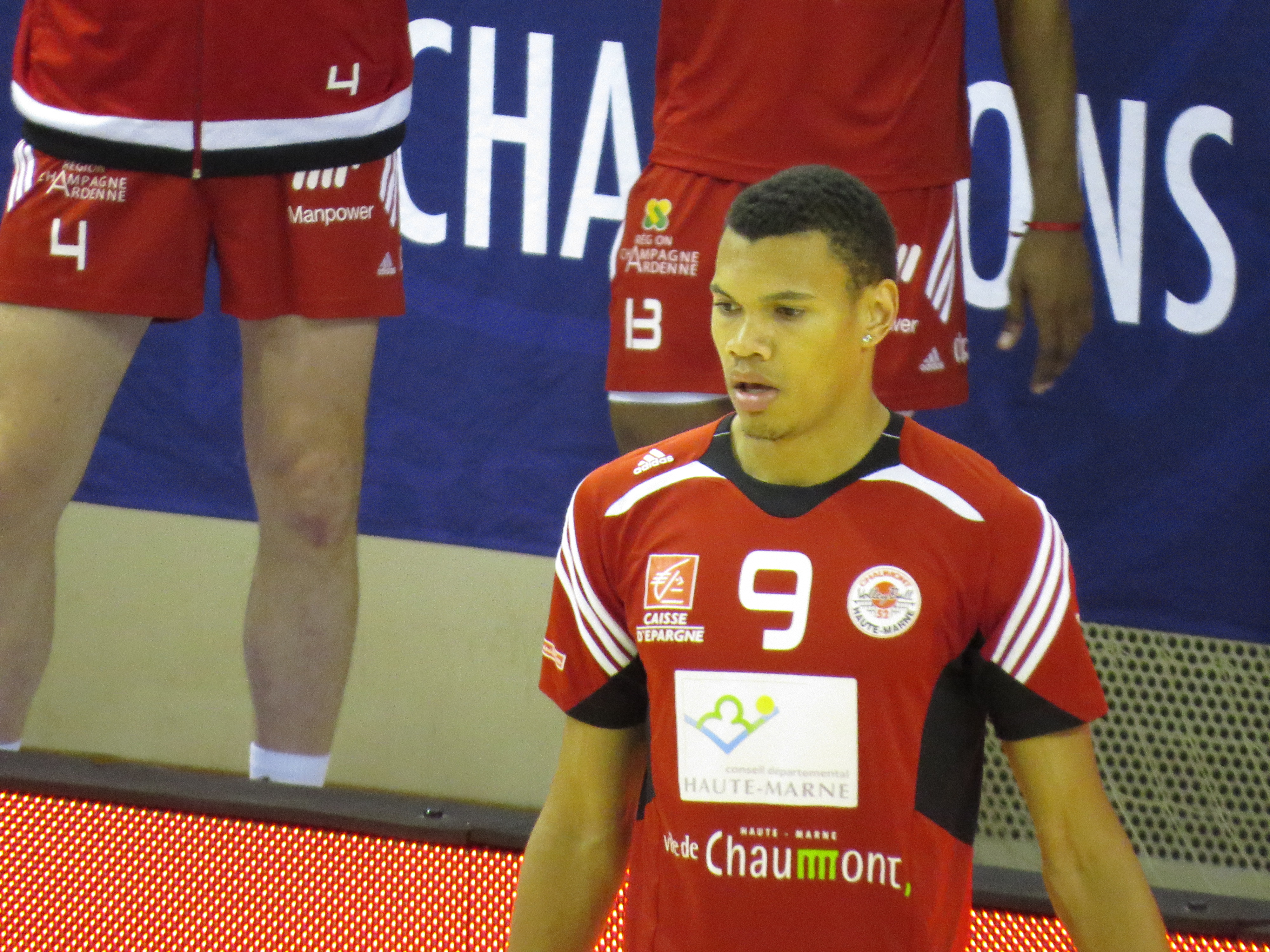
Stéphen Boyer zawodnikiem Chaumont VB 52 w sezonie 2015/2016

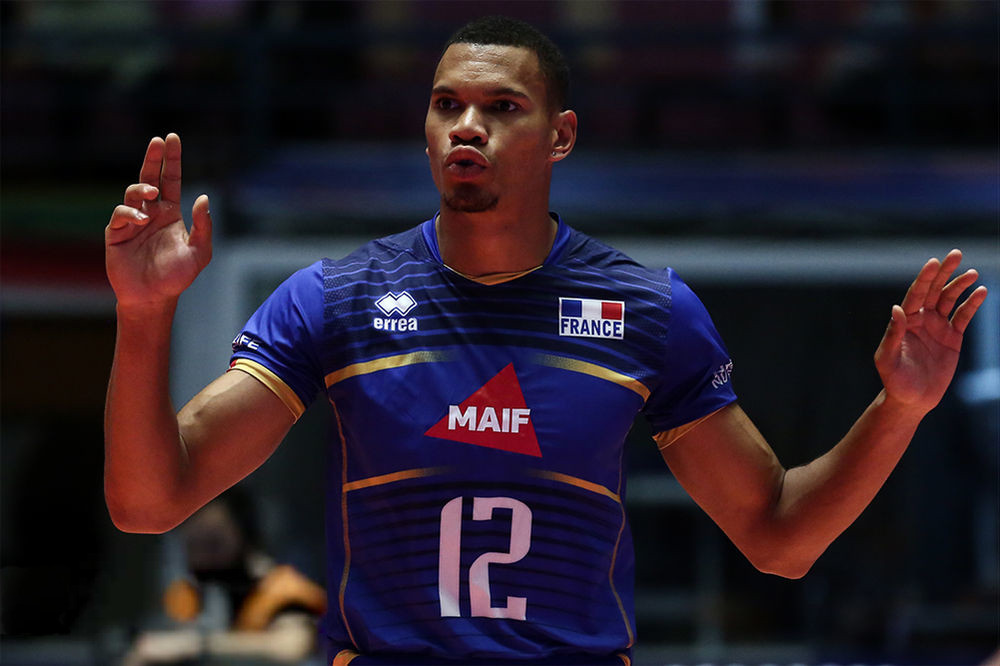
Stéphen Boyer podczas Ligi Narodów 2019

Stéphen Boyer (ur. 10 kwietnia 1996 w Saint-Denis) – francuski siatkarz, reprezentant Francji, grający na pozycji atakującego. Przybył do Francji w wieku 16 lat i trenował wtedy z 19-latkami, najpierw w Mérignac potem w latach 2014-2015 w Ajaccio.
W 17. kolejce PlusLigi (2023/2024) w meczu Asseco Resovia Rzeszów – Ślepsk Malow Suwałki w 3 secie od stanu 15:13 dla zespołu z Rzeszowa zaserwował 7 asów z rzędu.

## Sukcesy klubowe
Puchar Challenge:
- 2017

Mistrzostwo Francji:
- 2017[5][6]
- 2018

Superpuchar Francji:
- 2017

Superpuchar Polski:
- 2021, 2022[7]

Mistrzostwo Polski:
- 2023[8]
- 2022[9]

Liga Mistrzów:
- 2023[10]

Puchar CEV:
- 2024[11]
- 2025[12]

## Sukcesy reprezentacyjne
Mistrzostwa Europy Juniorów:
- 2014[13]

Liga Światowa:
- 2017

Memoriał Huberta Jerzego Wagnera:
- 2017
- 2018

Liga Narodów:
- 2022[14]
- 2018
- 2021

Igrzyska Olimpijskie:
- 2020

## Nagrody indywidualne
- 2024: MVP drugiego meczu finałowego Pucharu CEV[15]